# Suillus luteus
Suillus luteus é um boleto e a espécie-tipo do gênero Suillus. É um fungo comum, nativo de toda a Eurásia — da Irlanda à Coreia —, com introdução registrada em diversas regiões extrazonais, incluindo América do Norte e América do Sul, África Austral, Austrália e Nova Zelândia. Conhecido em países de língua inglesa como slippery jack ou sticky bun, seus nomes fazem alusão ao píleo marrom, tipicamente viscoso em condições de umidade. Inicialmente descrito como Boletus luteus ("cogumelo amarelo") por Carl Linnaeus em 1753, hoje integra família e gênero distintos. Suillus luteus (literalmente "suíno amarelo", pela aparência oleosa em dias de chuva) é comestível, embora menos valorizado que outros boletos; costuma ser consumido em sopas, ensopados ou pratos fritos. Contudo, o muco superficial pode causar desconforto digestivo se não for removido antes do preparo. É também comercializado na forma desidratada.
O fungo desenvolve-se em florestas de coníferas em seu habitat originário e em plantações de pinus nas áreas de sua naturalização. Estabelece associações ectomicorrizas simbióticas com árvores vivas, envolvendo suas raízes subterrâneas em bainhas de hifas. Produz corpos de frutificação que portam esporos, frequentemente em grande número, no verão e no outono. O píleo desses corpos apresenta forma cônica distintiva, achatando-se com o envelhecimento e atingindo até 13 cm (5 pol) de diâmetro. Como em outros boletos, a parte inferior do píleo exibe tubos em vez de lâminas; os esporos são liberados pelas aberturas desses tubos, ou poros. A superfície poral é amarela e, quando jovem, protegida por um véu parcial membranoso. O estipe, de coloração pálida, alcança até 10 cm de altura por cerca de 3 cm de espessura, exibindo pequenos pontos na região superior. Ao contrário da maioria dos boletos, forma um véu parcial que dá origem a um anel membranoso, tingido de marrom a violeta em sua face inferior.

## Taxonomia e denominação
O slippery jack foi descrito pela primeira vez em 1753 por Carl Linnaeus na segunda edição de Species Plantarum, como Boletus luteus. O epíteto específico deriva do latim lūtěus, que significa "amarelo". Em 1796, o naturalista francês Roussel o transferiu para o gênero Suillus, tornando-o espécie-tipo desse grupo. O termo Suillus é ancestral e alude a suínos. Além do nome "slippery jack" aprovado pela British Mycological Society, também é chamado de "pine boletus" e "sticky bun", este último em referência a um tipo de massa doce pegajosa.
O micologista alemão August Batsch descreveu Boletus volvatus em 1783, hoje considerado sinônimo de Suillus luteus. Outros autores realocaram-no em gêneros como Cricunopus luteus, Viscipellis luteus, Ixocomus luteus e dentro da seção Cricinopus de Boletopsis. Até a revisão do código botânico de 1987, a descrição de Linnaeus havia sido sancionada por Elias Magnus Fries em 1821; posteriormente, o critério passou a aceitar nomes válidos desde 1753. Em 1986, um neótipo foi estabelecido a partir de coleção sueca.
No monógrafo de 1964, Alexander H. Smith e Harry D. Thiers alocaram S. luteus na série Suilli de Suillus. Estudos moleculares confirmaram sua monofilia e baixa divergência intraespecífica. Em 1997, análises quimiossistemáticas o incluíram na família Suillaceae, e filogenias reforçam seu afastamento de Boletus edulis e aliados.

## Descrição
O píleo varia de castanho a marrom escuro e mede geralmente 4–10 cm (raro até 20 cm) de diâmetro. É viscoso, liso e brilhoso; a cutícula desprende-se facilmente. Os tubos têm 3–7 mm de profundidade e inserem-se no estipe de forma adnada a subdecrépita. O estipe, de 5–10 × 2–3 cm, é pálido, cilíndrico e pode ter base inchada; o véu parcial forma um anel pendente, esbranquiçado por cima e marrom a violeta por baixo. Acima do anel, há pontuações glandulares; abaixo, muco marrom claro. A carne mantém a coloração branca, macia e sem odor marcante. A impressão de esporos é ocre ou cor de argila; os esporos medem 7–10 × 3–3,5 μm. As basídias são tetraspóricas (14–18 × 4–5 μm) e há cistídios de 20–35 × 5–7 μm; não ocorrem conexões em braquete.

### Espécies similares
Destacam-se pelo píleo viscoso, pontuações glandulares no estipe e anel violeta. Suillus granulatus não possui véu nem anel e exsuda látex jovem. Na Europa, Suillus grevillei ocorre sob larício com píleo amarelo e Gomphidius glutinosus apresenta lâminas. Na América do Norte, Suillus borealis e S. pseudobrevipes carecem do anel característico de S. luteus; Suillus cothurnatus forma um anel marrom. Em alguns exemplares, o véu parcial separa-se do estipe, assemelhando-se a Suillus albidipes, que não tem pontuações glandulares.

## Distribuição e habitat

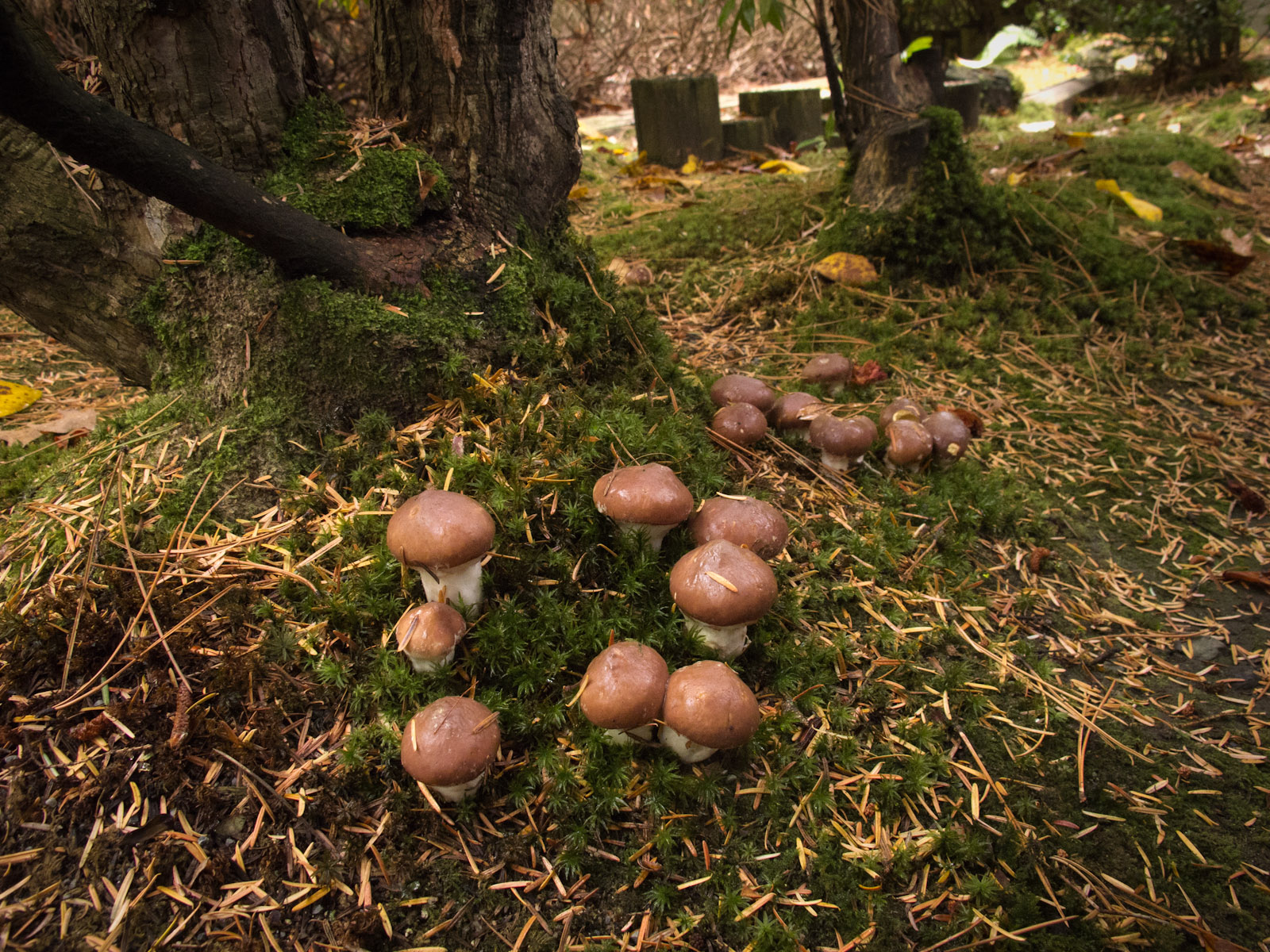
Sob planta hospedeira, Finlândia

Suillus luteus ocorre em todo o Hemisfério Norte: comum nas Ilhas Britânicas, registrado no Paquistão e na Coreia do Sul, e amplamente introduzido em plantações de pinus. Nos Estados Unidos, está presente nas regiões nordeste, noroeste e sudoeste. A introdução em Nova York foi sugerida por Charles Horton Peck em 1887 e estudos de DNA confirmam origem europeia recente. No Hemisfério Sul, aparece em plantações no Sul da América do Sul, África Austral, Austrália e Nova Zelândia; no sudoeste australiano, restringe-se a áreas com >1000 mm de chuva anual. Também se registra em Darling Downs e sul de Queensland, ocasionalmente na Tasmânia, e forma círculos de fadas após chuvas.
Em plantações de Pinus radiata no entorno do Parque Nacional Cotopaxi (Equador), produz 3000–6000 cogumelos por hectare anualmente (até 1000 kg secos), o que motiva a manutenção dessas plantações. No sul do Brasil, ocorre em Pelotas, Nova Petrópolis, Canela e Colombo e é comum na Patagônia; nas Ilhas Malvinas, em quebra-ventos e jardins; na África do Sul, em Bloemfontein, Johanesburgo e Royal Natal.

## Ecologia

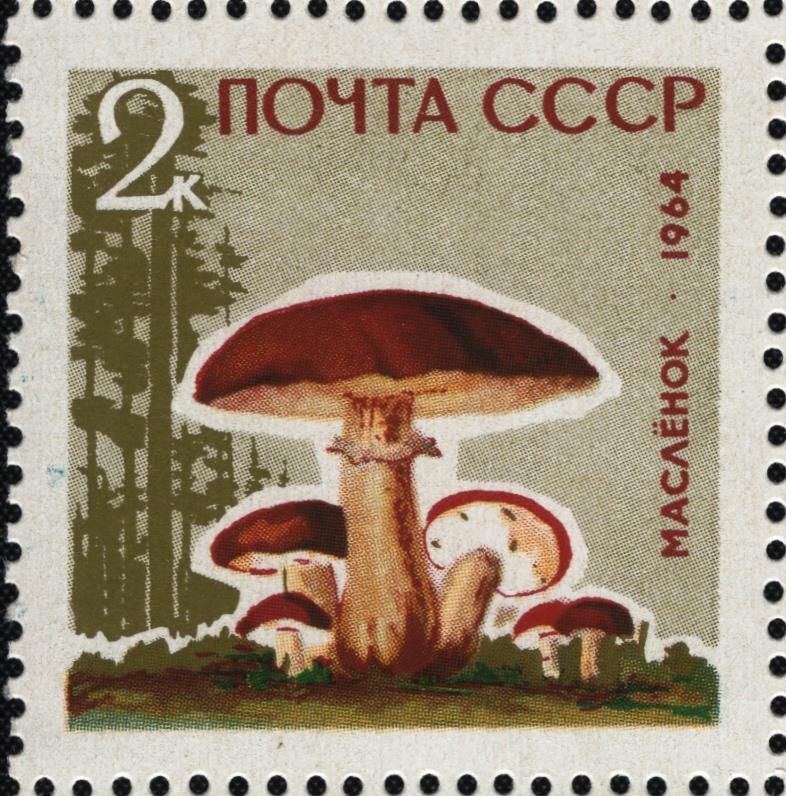
Selo soviético de 1964

Suillus luteus é espécie pioneira em sucessão florestal. Forma ectomicorrizas com pinheiro-silvestre, pinheiro-negro e pinheiro-de-Macedônia na Europa; e com pinheiro-vermelho e pinheiro-branco na América do Norte. Em cultura in vitro, associa-se ao pinheiro-de-Alepo. No Chile, muitas plantas invasoras de Pinus contorta dependem exclusivamente de S. luteus.
Bactérias da micorrizosfera alteram a morfologia da raiz e colonização micorrízica. Prefere solos ácidos e pobres. Produz sideróforos hidroxâmicos que capturam ferro do solo. Estudos no Equador associam plantações de pinus com S. luteus à redução de carbono no solo. Protege pinheiros contra metais pesados como cobre e cádmio. Apresenta alta variabilidade genética que permite rápida adaptação a metais tóxicos; genes relevantes constam na sequência genômica de 2015.
Corpos frutíferos podem ser infestados por larvas, mas com menos frequência que em outras espécies. Cravos de ácido oxálico nas hifas inibem colêmbolos como Folsomia candida.

## Comestibilidade

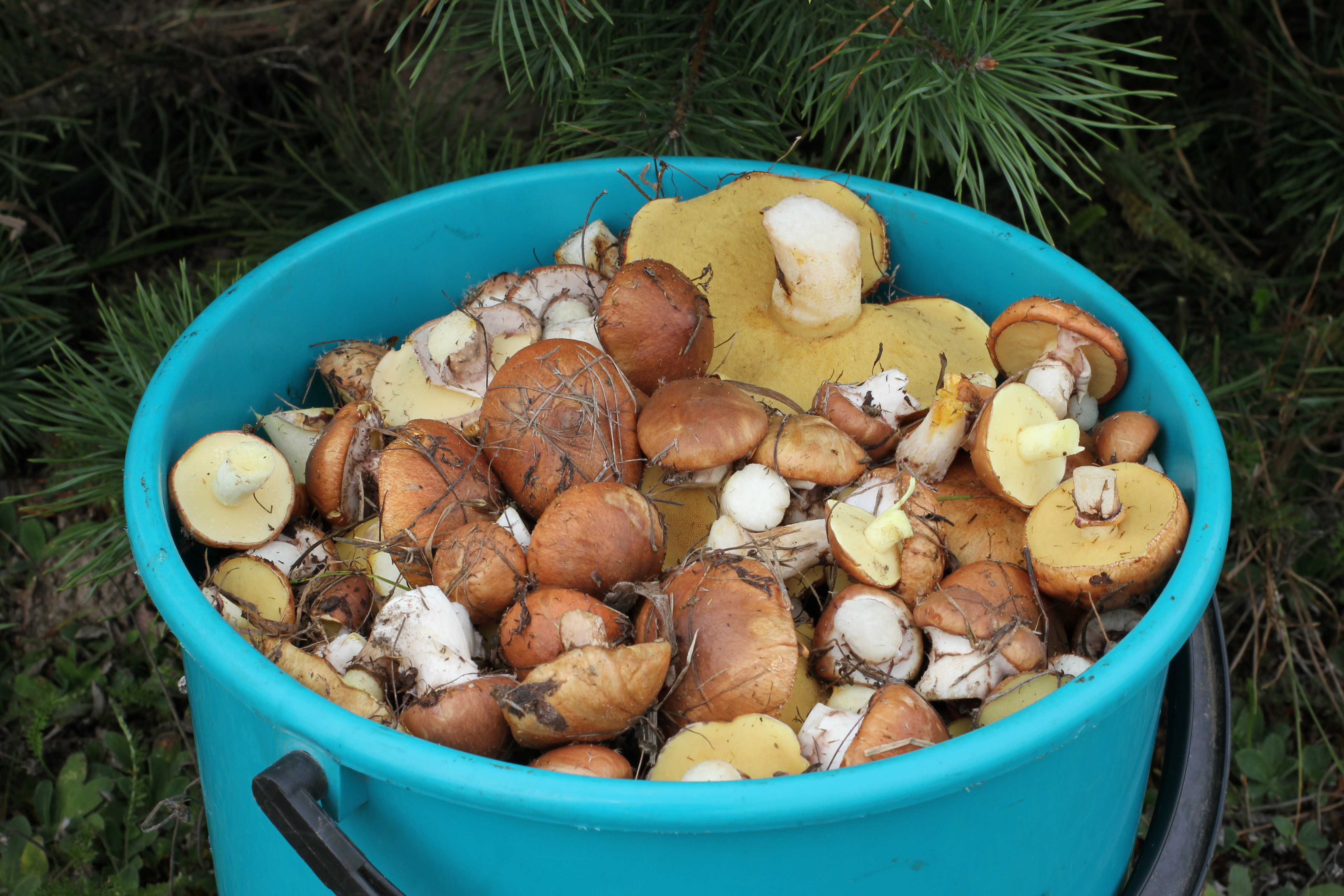
Cogumelos comestíveis coletados

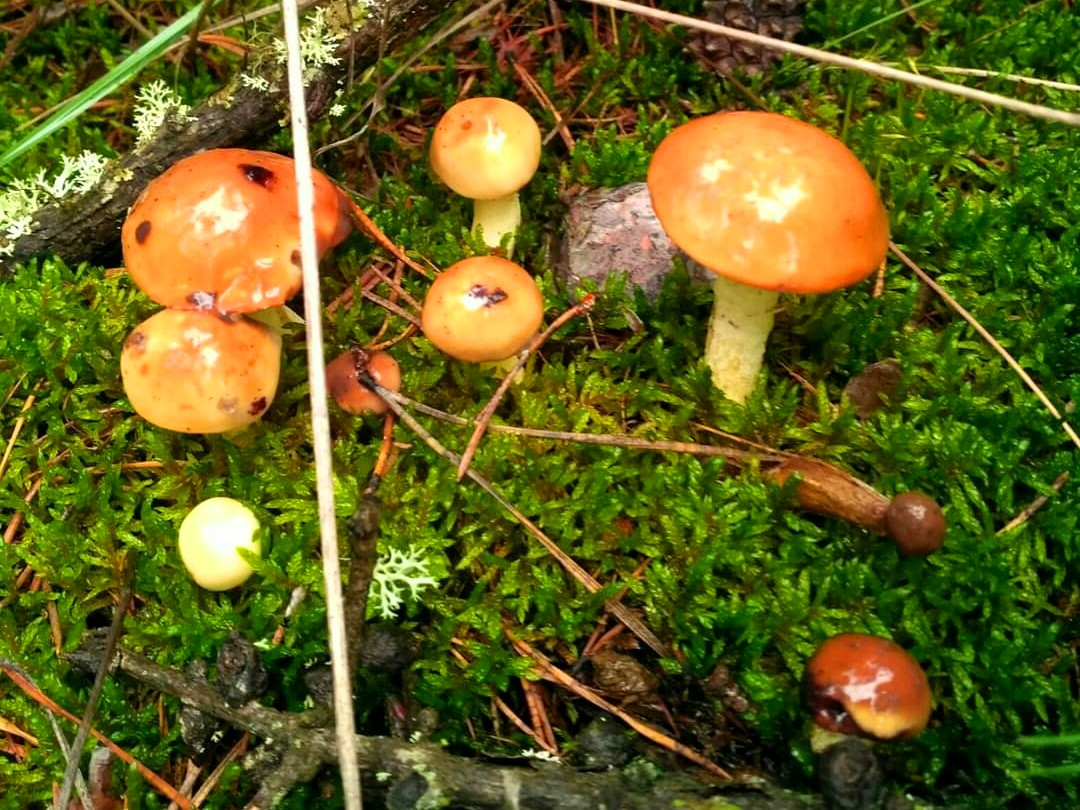
Suillus em Sibéria Oriental

Suillus luteus é comestível, mas recomenda-se remover a cutícula viscosa antes do consumo. Alguns autores consideram sua qualidade inferior a cogumelos como Boletus pinophilus, embora seja iguaria em culturas eslavas (russo maslyata, ucraniano maslyuky, polonês maślaki). Exporta-se do Chile para Itália e EUA desde a década de 1970, com remuneração média de US$ 0,50/kg no Chile (2002).
Em Burundi, é vendido como cepes em Bujumbura, mas pouco consumido pelos Barundi. Composição em peso seco: 20% proteína, 57% carboidratos, 6% gordura e 6% cinzas. Plantações de pinus-de-Monterey no sudeste da Austrália atraem coletores de Suillus luteus e Lactarius deliciosus.
Não se conserva bem após colheita; inapto para secagem, mas adequado para frituras e ensopados. Purês não são recomendados. Pode causar reações alérgicas ou desconforto digestivo se a cutícula não for retirada; o corte da cutícula e dos tubos antes do cozimento melhora a digestibilidade.
Pós de S. luteus às vezes adulteram sopas de Boletus edulis, detectável por análise de arabitol e manitol ou por métodos de PCR sensíveis a pequenas misturas.